# Robert Zubrin

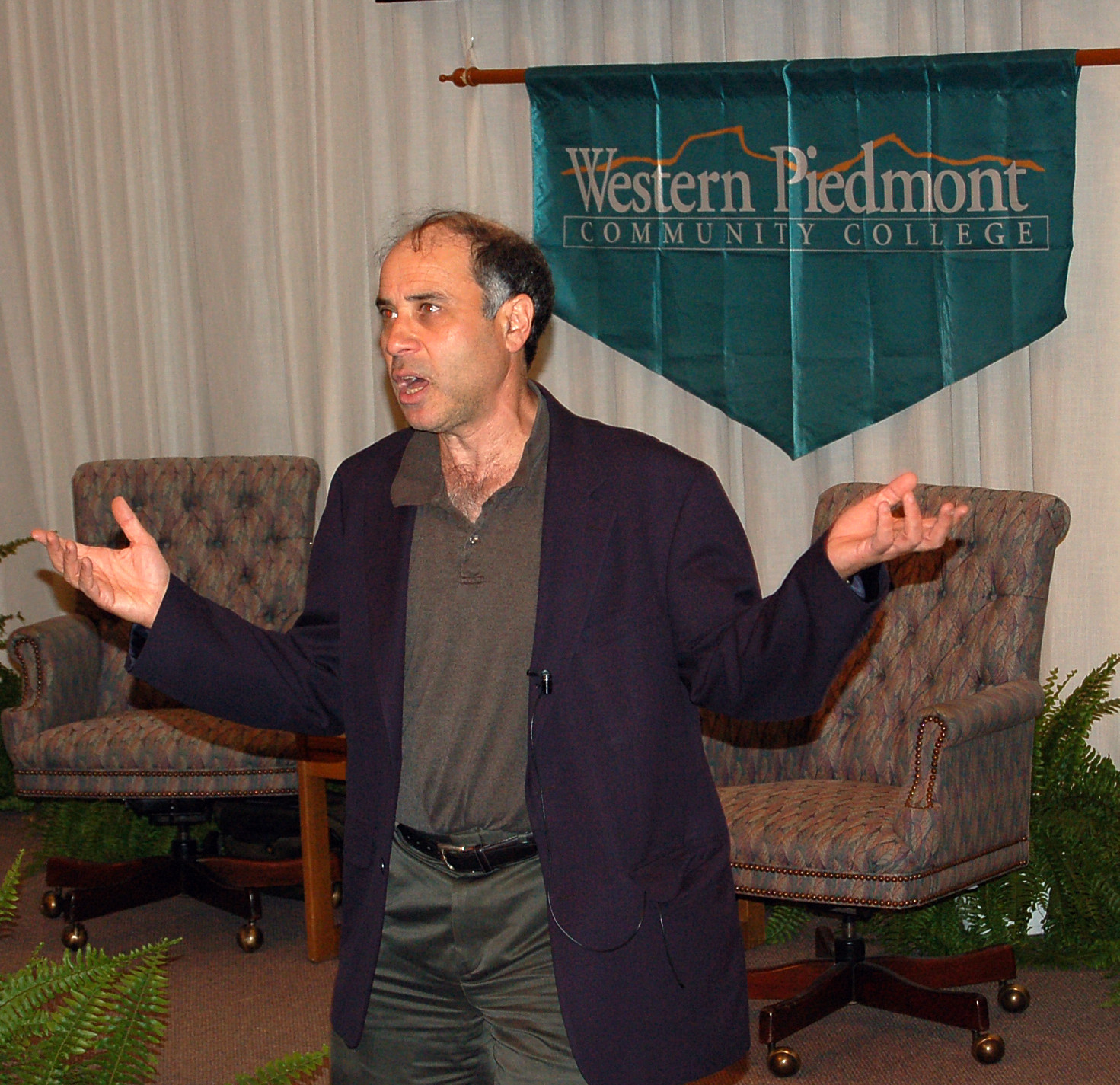
Robert Zubrin

Robert Zubrin (* 19. April 1952) ist ein US-amerikanischer Raumfahrtingenieur, Publizist und Befürworter des bemannten Marsflugs. Zubrin war bis Anfang 1996 bei Lockheed Martin (vorher bei Martin Marietta) beschäftigt und gründete danach die Firma Pioneer Astronautics.

## Engagement für den Marsflug
Zubrin schlug 1990 einen Missionsplan namens Mars Direct vor, der mit vorhandener Technologie kostengünstiger und sicherer sein soll als bisherige Missionsvorschläge. Unter dem Motto Mars to Stay wirbt der Autor dafür, Freiwillige dauerhaft auf dem Mars anzusiedeln. 1998 gründete er die Mars Society, die sich als Nichtregierungsorganisation für eine bemannte Marsmission einsetzt.

## Werke
- Unternehmen Mars. Der Plan, den Roten Planeten zu besiedeln. ISBN 978-3-453-12608-4 (engl. The Case for Mars. ISBN 978-1-9821-7292-3), 1997, mit Richard Wagner.
- Entering Space: Creating a Spacefaring Civilization, 1999. In diesem Buch argumentiert Zubrin für eine Entwicklung der Menschheit hin zu einer raumfahrenden Zivilisation. Ausgehend von einer Analyse des aktuellen technischen und politischen Standes der Raumfahrt und derzeitiger innovativen Unternehmungen, welche zukünftige Entwicklungen andeuten, beschreibt Zubrin fundiert und detailliert die Realisierbarkeit sowie die Grenzen zukünftiger Weltraumfahrt, der Kolonisation des Sonnensystems und anderer Sternensysteme. Dabei vergleicht er die Herausforderungen einer Weltraumbesiedlung mit der Besiedlung der an sich eher lebensfeindlichen, kalten nördlichen Hemisphäre der Erde durch unsere prähistorischen Vorfahren.
- First Landing, 2001, eine fiktionale Geschichte über einen in naher Zukunft stattfindenden Marsflug auf Basis des Mars-Direct-Plans.
- Mars On Earth: The Adventures of Space Pioneers in the High Arctic, 2003. Zubrin blickt zurück auf die Ursprünge und Fortschritte des von der Marsgesellschaft betriebenen Mars Analog Research Station-Projektes, ein auf Devon Island in der Arktis errichtetes Habitat, welches Lebensbedingungen in einer Marskolonie simulierte.
- The Holy Land, 2003. Eine SF-Satire über den Nahostkonflikt und den Krieg gegen den Terrorismus.
- Benedict Arnold: A Drama of the American Revolution in Five Acts, 2005. Über den amerikanischen Revolutionär Benedict Arnold.
- Energy Victory: Winning the War on Terror by Breaking Free of Oil, 2007. Eine detaillierte Ausführung über die Abhängigkeit vom Erdöl, die damit verbundene Abhängigkeit von diktatorischen OPEC-Regierungen und Korruption westlicher Regierungen und wie diese zu überwinden wäre. Zubrin schlägt unter anderem vor, in den Vereinigten Staaten nur noch Flexible Fuel Vehicles, also Fahrzeuge, die sowohl Benzin als auch ähnliche Kraftstoffe wie Biodiesel verwerten können, als Neuwagen zuzulassen. Das Buch wird vom früheren CIA-Direktor R. James Woolsey befürwortet.
- Merchants of Despair: Radical Environmentalists, Criminal Pseudo-Scientists, and the Fatal Cult of Antihumanism, 2012. In diesem Buch übt Zubrin scharfe Kritik an der Ökologiebewegung und wirft ihr unter anderem vor, in der antihumanistischen Tradition des Malthusianismus und der Eugenikbewegung zu stehen. Durch ihre feindselige Haltung gegenüber Wachstum und Innovation setze sie die Zukunft der Menschheit aufs Spiel.
- Elon Musk’s Plan to Settle Mars. In: National Review, 22. Februar 2020.
- The New World on Mars: What We Can Create on the Red Planet. Diversion Books 2024, ISBN 978-1-63576-880-0.